# Gobierno de la provincia de Buenos Aires
El Gobierno de la provincia de Buenos Aires es el poder ejecutivo de la provincia homónima. El gobernador de la provincia de Buenos Aires es el jefe de Gobierno, se elige cada cuatro años en comicios libres, secretos y obligatorios, sin sistema de segunda vuelta y con posibilidad de una sola reelección.

## Historia

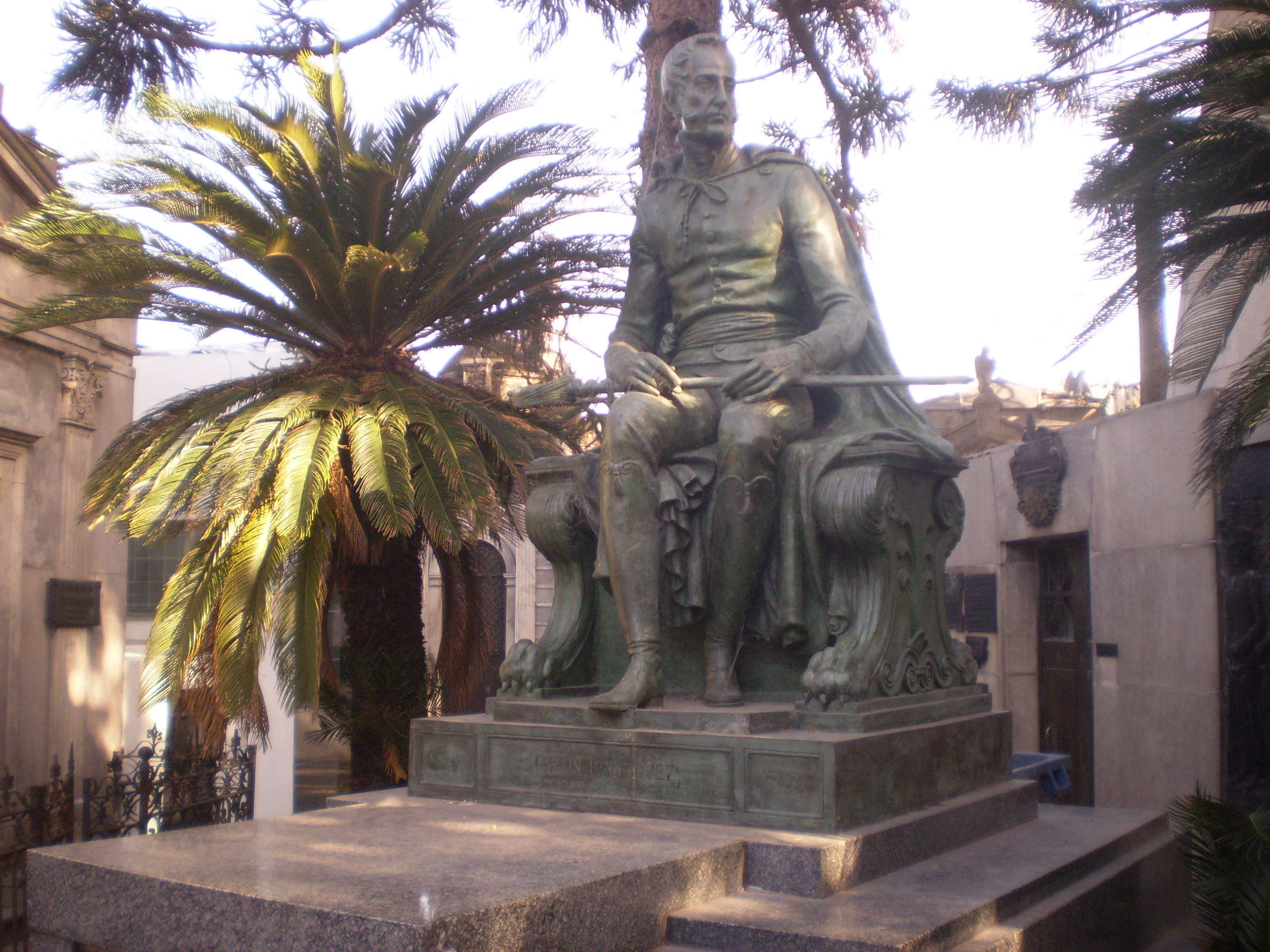
Estatua de Martín Rodríguez, primer gobernador estable de la provincia (1820-1824).

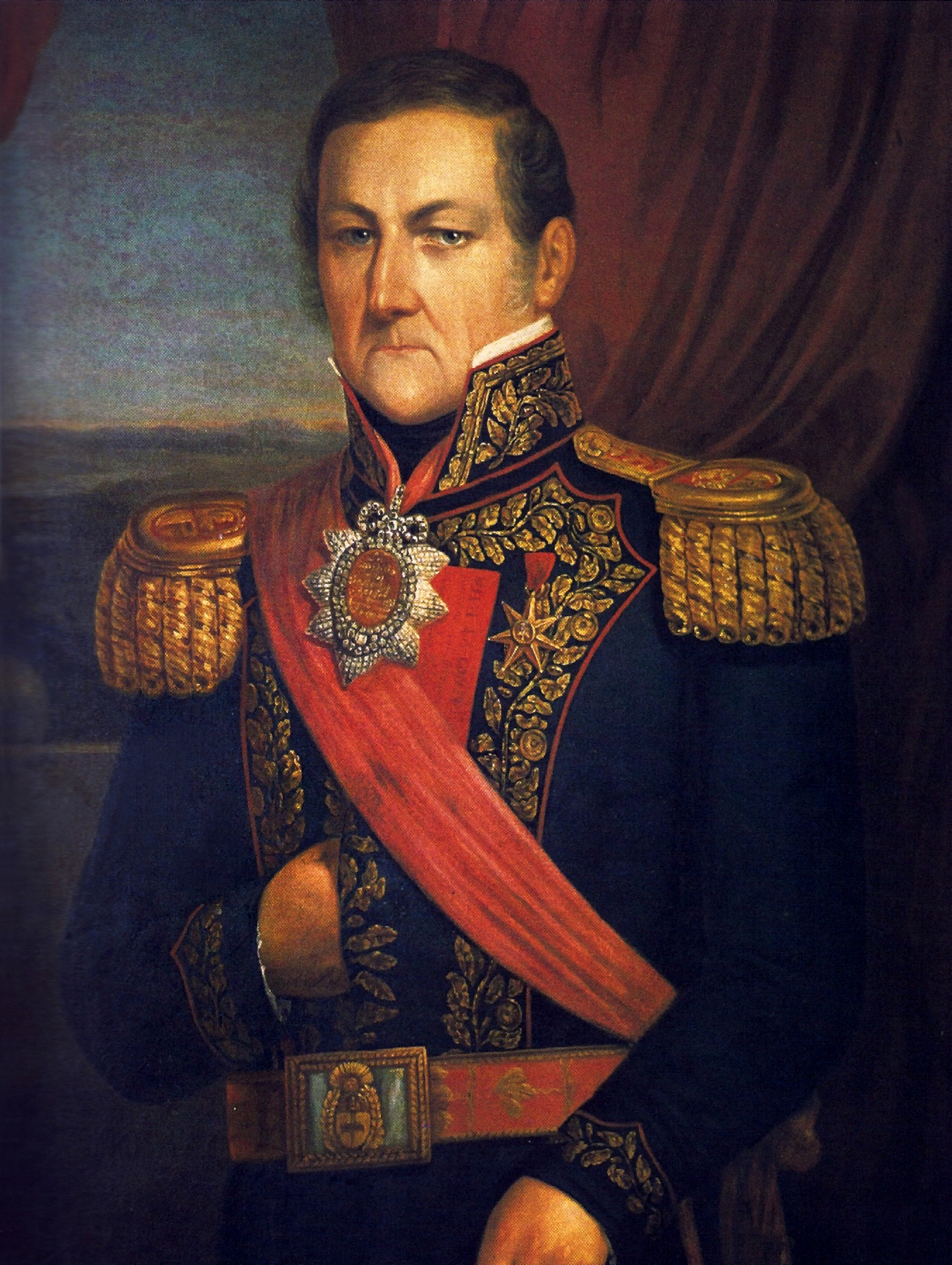
Gobernador Juan Manuel de Rosas, “El Restaurador” (1835-1852).

El 18 de febrero de 1820 la provincia de Buenos Aires se constituyó en entidad política autónoma, designándose a Manuel de Sarratea como su primer gobernador. La misma abarcaba el territorio de la intendencia de 1772, excluyendo la parte de Entre Ríos y Corrientes, creadas en 1814, y la de Santa Fe, separada en 1815. Es decir, quedó reducida en los papeles al área comprendida desde la Ciudad de Buenos Aires (que entonces era parte de la provincia de Buenos Aires, 
aunque desde 1880 no lo es más) hasta Los Andes por el oeste y hacia el sur hasta los territorios de la Patagonia, Tierra del Fuego y las Malvinas. Sin embargo el control real y efectivo de la provincia de Buenos Aires llegaba hasta el Río Salado del Sur, que era la frontera natural entre el territorio indígena y el entonces Estado de Buenos Aires.
La destrucción casi total de Dolores por parte de un malón, en 1821, renovó la preocupación del gobierno frente al problema del indio y la frontera. En ese entonces el general Martín Rodríguez, gobernador de Buenos Aires, hizo su campaña llegando en 1828 hasta Bahía Blanca, después de fundar en 1823 un fuerte que dio origen a la actual ciudad de Tandil. Esa campaña animó a muchos estancieros, entre ellos algunos nuevos a extender sus campos hacia el sur, consiguiendo grandes extensiones de tierras en enfiteusis, con opción a compra. Muchos ya conocían las bondades de aquellos campos altos de abundantes pastos cuando tuvieron que llevar sus ganados, durante las prolongadas sequías, hacia el sur. Así fue poblándose toda esa región sobre la costa del océano Atlántico hasta el río Quequén Grande y con un ancho de 70 u 80 leguas aproximadamente.
Por último, cabe agregar que en 1826, Buenos Aires fue declarada capital de la Nación, siendo asiento de las autoridades nacionales y provinciales, con excepción del período en que esta última se separó de las restantes, agrupadas en la Confederación Argentina, con capital en Paraná.

### Federalización de Buenos Aires
El entonces Municipio de la Ciudad de Buenos Aires fue declarado capital de la república en 1880, no sin generar una guerra civil conocida como Revolución de 1880, y siete años más tarde la provincia también cedió los partidos de Belgrano y Flores que pasaron a integrar el distrito federal, que recién sería una de las 24 jurisdicciones de primer orden que conforman la Argentina en 1996. A su vez, en 1884 la provincia perdió la parte asignada a La Pampa, Neuquén, Río Negro, Chubut, Santa Cruz y Tierra del Fuego.[cita requerida]
Para dar término definitivo al problema de la capitalización de la república, era necesario dotar a la provincia de Buenos Aires de una ciudad asiento de las autoridades y capital de la misma. Esto le correspondió a Dardo Rocha, gobernador, quien tomó posesión del mando el 1 de mayo de 1881. A los pocos días de hacerse cargo expidió un decreto designando una comisión que debía estudiar las probables localidades.
El 14 de marzo de 1882, Dardo Rocha eleva un mensaje a la Legislatura, acompañando un proyecto por el que se declaraba capital de la provincia al municipio de Ensenada: "El Poder Ejecutivo proceder a fundar inmediatamente una ciudad frente al puerto de Ensenada sobre los terrenos altos". El ejido de la nueva ciudad tendría seis leguas cuadradas.
El 1 de mayo de 1882, Rocha promulgaba la ley declarando capital de la provincia de Buenos Aires al municipio de Ensenada y ordenaba la fundación de la ciudad que se denominaría La Plata. La fundación tuvo lugar el 19 de noviembre de 1882.

## División política
La provincia está compuesta por: 

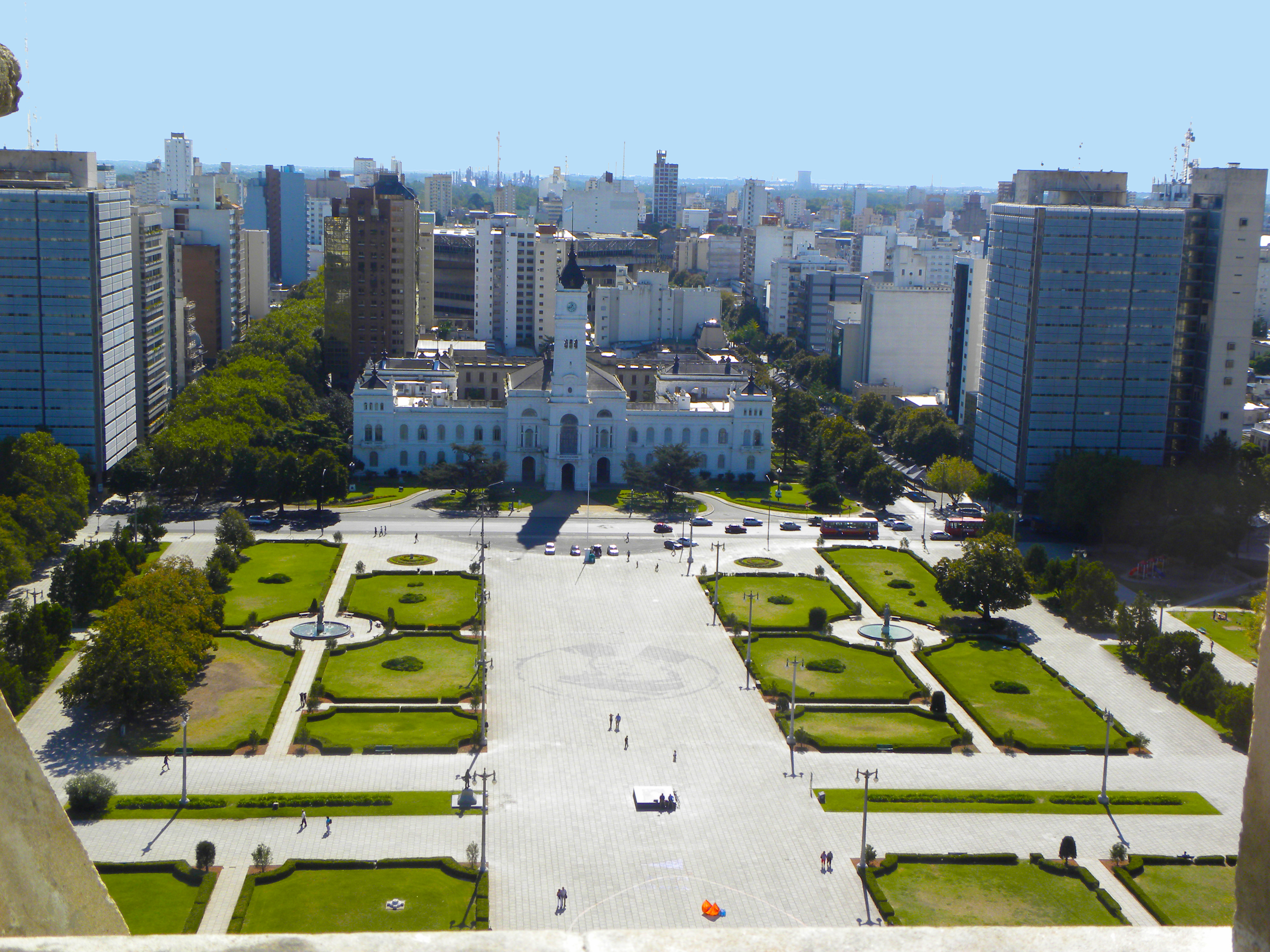
Plaza Moreno y municipalidad de La Plata.

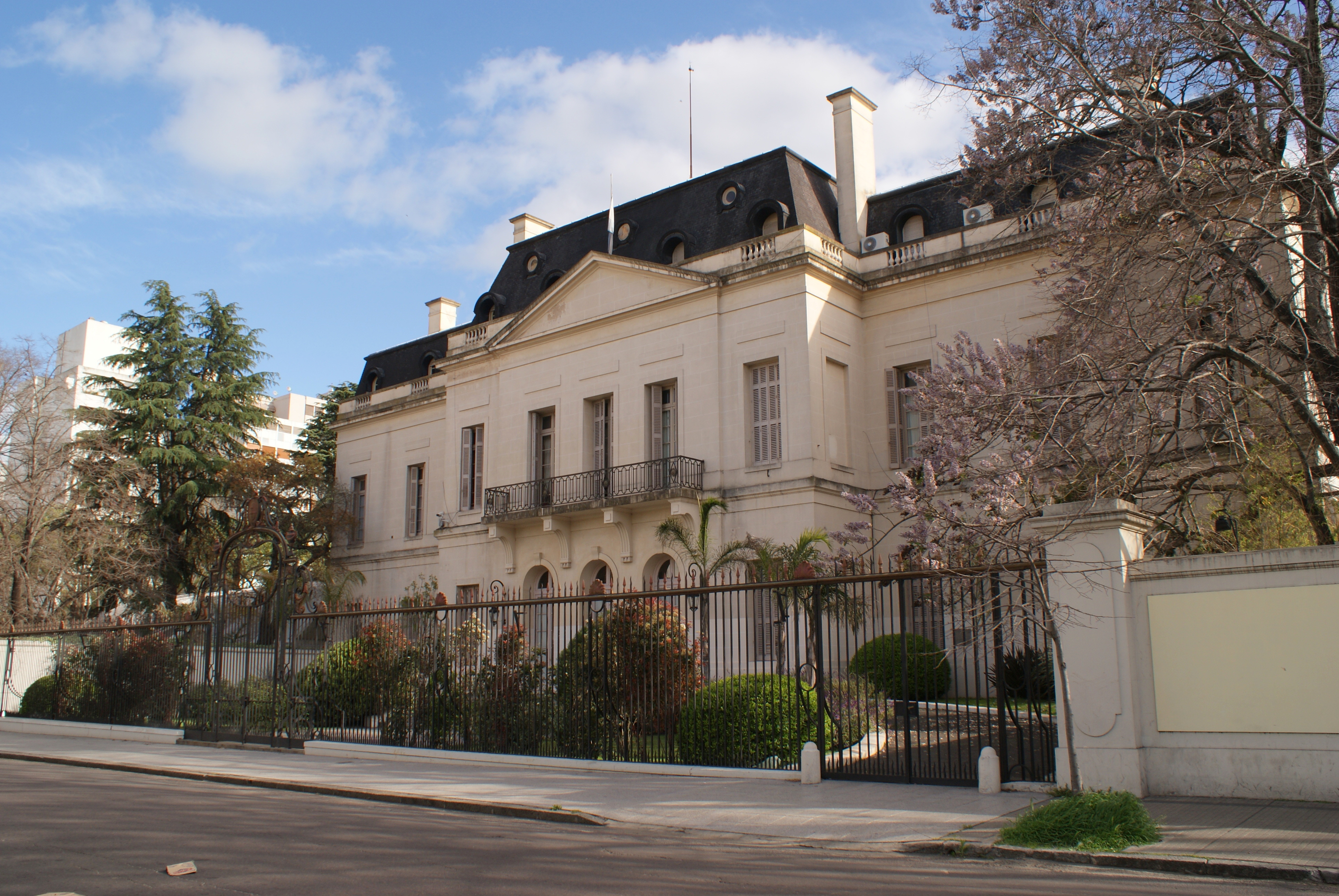
Residencia del gobernador de la provincia, en La Plata

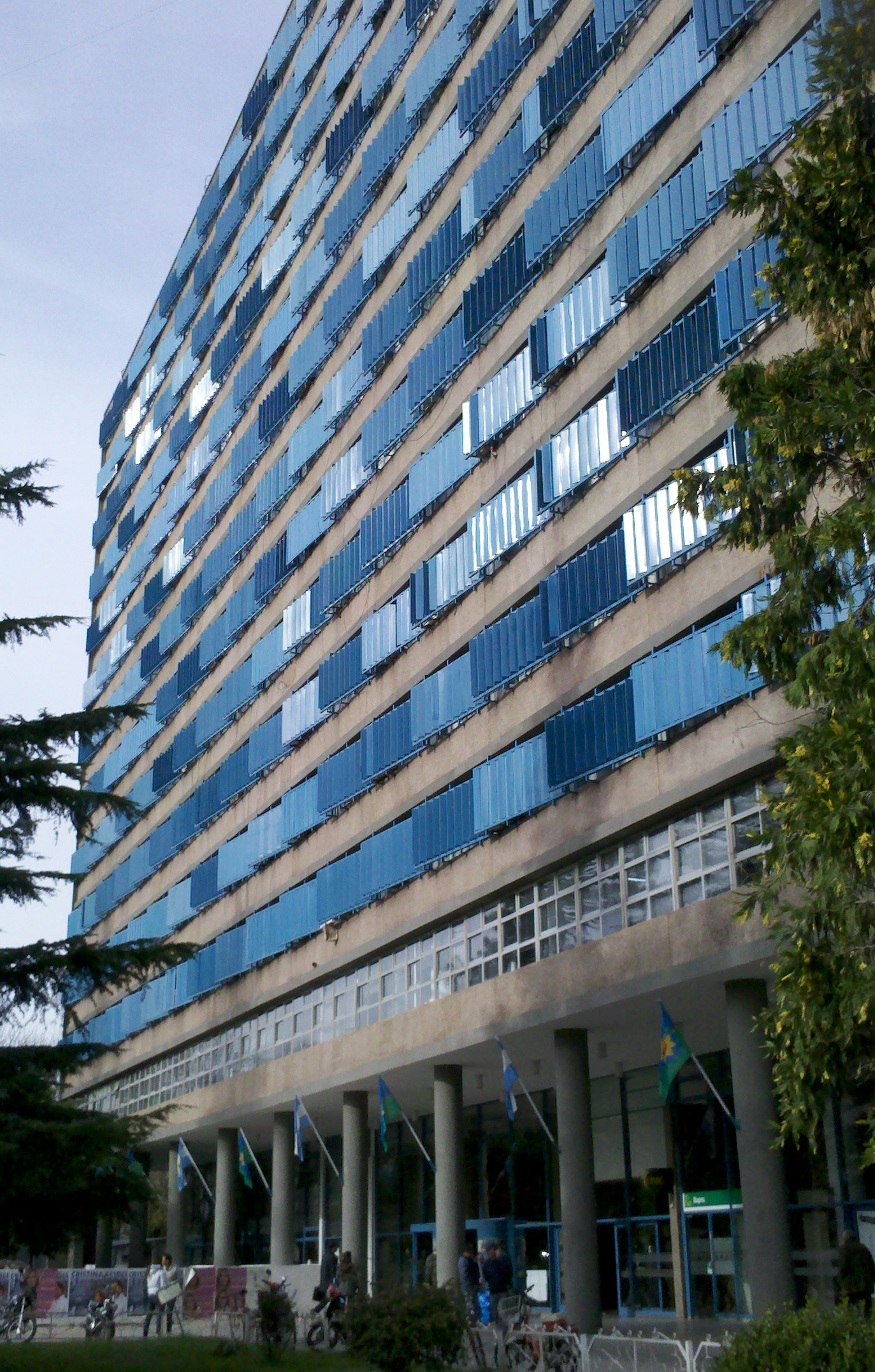
Ministerio de Infraestructura de la provincia

- 135 partidos o municipalidades de gobierno local.

reagrupados en 
- 8 secciones electorales  para la elección de sus legisladores provinciales a través del sistema bicameral (con el acuerdo de las dos cámaras): 92 diputados y  46 senadores. Estas cámaras  dictan sus propias leyes promulgadas por el poder ejecutivo.

La provincia se divide además en 
regiones educativas,  
judiciales y 
sanitarias.

## Constitución de la provincia de Buenos Aires
La provincia tuvo su primera Constitución en 1854, reformada en 1868. Una nueva Constitución se dictó en 1873, con reformas tratadas en la convención que sesionó entre 1862 y 1889.
La Constitución provincial vigente se remonta a 1934, con las reformas de 1994 y su preámbulo dice lo siguiente:
"Nos, los representantes del pueblo de la Provincia de Buenos Aires, reunidos por su voluntad y elección, con el objeto de constituir el mejor gobierno de todos y para todos, afianzar la justicia, consolidar la paz interna, proveer la seguridad común, promover el bienestar general y asegurar los beneficios de la libertad para el pueblo y para los demás hombres que quieran habitar su suelo, invocando a Dios, fuente de toda razón y justicia, ordenamos, decretamos y establecemos esta Constitución."
La misma se divide en cinco secciones:
1.º- Declaraciones, Derechos y Garantías.
2.º- Régimen Electoral
3.º- Poder Legislativo
4.º- Poder Ejecutivo
5.º- Poder Judicial

## Símbolos
El escudo oficial de la provincia de Buenos Aires fue declarado el 19 de octubre de 1935, a través de la Ley 4351, y a partir del 1 de enero de 1936 por medio del Decreto Reglamentario nº813 de la misma Ley, se dispuso que todas las dependencias de la administración pública usaran los sellos y cuños con dicho escudo.
Cuando en 1813 la asamblea creó el escudo que habría de sustituir en el uso oficial al español, Buenos Aires lo adoptó para sí. Simultáneamente tanto la Nación como la Provincia conservaron el escudo de la asamblea y en 1880 cuando la ciudad de Buenos Aires se constituyó en la Capital de la República, la Provincia siguió utilizando el escudo de la asamblea. En 1935, se determinan para Buenos Aires los ornamentos clásicos del escudo nacional.
Un óvalo dividido en dos campos; uno azul y uno blanco, en este se estrechan dos manos derechas; que ambas sostienen una pica con un gorro frigio. Se diferencia del escudo nacional por tener un gajo de laurel a la izquierda y uno de olivo a la derecha, símbolos de la victoria y de la paz, unidos por debajo con una cinta celeste y blanca con flecos de oro. 
La bandera oficial fue recién creada por ley 11997 el 12 de agosto de 1997. y reglamentada por decreto N.º 3.991/97. Fue jurada el 14 de noviembre de 1997 en la Basílica de Luján. La bandera bonaerense presenta una línea horizontal que divide la superficie total en dos gajos apaisados de dimensiones iguales. En los dos planos lisos queda sugerida la inmensidad del cielo y el suelo, separados por el infinito horizonte que está expresado en una línea roja, color característico del federalismo argentino.
La franja superior es azul celeste y representa el cielo, el agua del mar y los ríos bonaerenses, en tanto que el inferior es verde por la llanura, el amarillo que se abre hacia arriba, forma una cabeza de girasol, debajo de la línea del horizonte, con pétalos también amarillos con centro rojo. Las mitades del sol y el girasol que ocupan el núcleo central de la insignia están rodeados por un semicírculo de laureles verdes. El sol como resplandor y el laurel como símbolo de la Gloria de la Provincia, se sustentan en la producción indicada en los dientes de una rueda o engranajes y en la espiga de trigo.

## Autoridades actuales

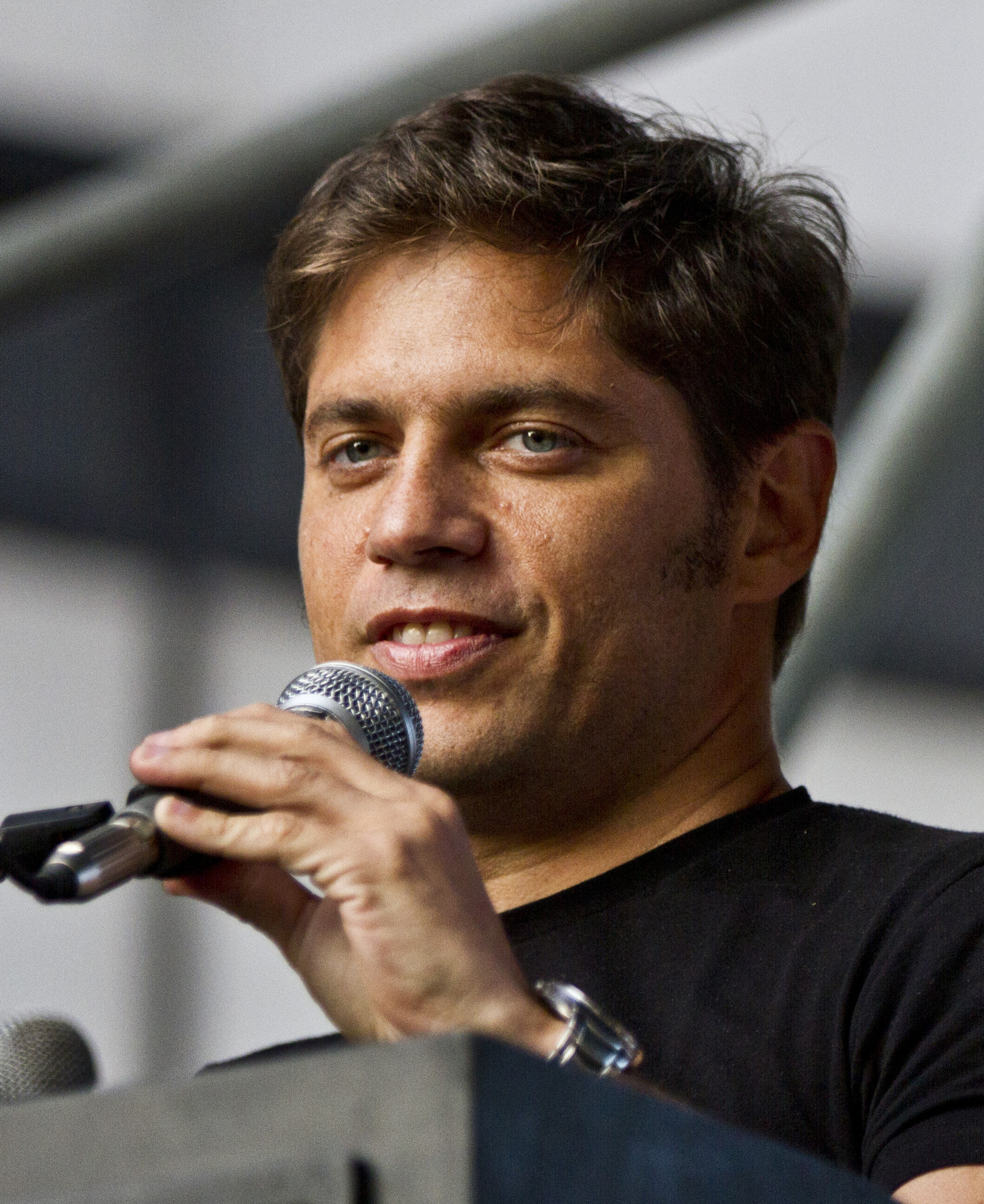
Axel Kicillof, actual gobernador de la provincia de Buenos Aires.

| Ministerios del Gobierno de Axel Kicillof                          | Ministerios del Gobierno de Axel Kicillof | Ministerios del Gobierno de Axel Kicillof |
| Cartera                                                            | Titular                                   | Período                                   |
| ------------------------------------------------------------------ | ----------------------------------------- | ----------------------------------------- |
| Ministerio de Ambiente                                             | Daniela Vilar                             | 29 de diciembre de 2021-presente          |
| Ministerio de Comunicación Pública                                 | Jesica Rey                                | 13 de diciembre de 2019-presente          |
| Ministerio de Desarrollo Agrario                                   | Javier Rodríguez                          | 13 de diciembre de 2019-presente          |
| Ministerio de Desarrollo de la Comunidad                           | Andrés Larroque                           | 4 de mayo de 2020-presente                |
| Ministerio de Gobierno                                             | Carlos Bianco                             | 13 de diciembre de 2023-presente          |
| Ministerio de Hábitat y Desarrollo Urbano                          | Silvina Batakis                           | 13 de diciembre de 2023-presente          |
| Ministerio de Hacienda y Finanzas                                  | Pablo López                               | 13 de diciembre de 2019-presente          |
| Ministerio de Infraestructura y Servicios Públicos                 | Gabriel Katopodis                         | 13 de diciembre de 2023-presente          |
| Ministerio de Justicia y Derechos Humanos                          | Juan Martín Mena                          | 13 de diciembre de 2023-presente          |
| Ministerio de las Mujeres, Políticas de Género y Diversidad Sexual | Estela Díaz                               | 13 de diciembre de 2019-presente          |
| Ministerio de Producción, Ciencia e Innovación Tecnológica         | Augusto Costa                             | 13 de diciembre de 2019-presente          |
| Ministerio de Salud                                                | Nicolás Kreplak                           | 28 de julio de 2021-presente              |
| Ministerio de Seguridad                                            | Javier Alonso                             | 13 de diciembre de 2023-presente          |
| Ministerio de Trabajo                                              | Jorge Walter Correa                       | 13 de diciembre de 2023-presente          |
| Ministerio de Transporte                                           | Martin Marinucci                          | 30 de diciembre de 2024-presente          |
| Otros organismos del Gobierno de Axel Kicillof                     |                                           |                                           |
| Cartera                                                            | Titular                                   | Período                                   |
| Secretaría General                                                 | Agustina Vila                             | 28 de diciembre de 2021-presente          |
| Dirección General de Cultura y Educación                           | Alberto Sileoni                           | 29 de diciembre de 2021-presente          |
| Instituto Universitario Juan Vucetich                              | Sergio Berni                              | 13 de diciembre de 2023-presente          |
| Instituto Cultural                                                 | Florencia Saintout                        | 13 de diciembre de 2021-presente          |
| Jefatura de Asesores del Gobernador                                | María Cristina Álvarez Rodríguez          | 13 de diciembre de 2023-presente          |
| Asesoría General de Gobierno                                       | Santiago Pérez Teruel                     | 13 de diciembre de 2019-presente          |